# The Company Men
Pour plus de détails, voir Fiche technique et Distribution.
The Company Men est un film américano-britannique réalisé par John Wells, sorti en 2011.

## Synopsis
Bobby Walker est responsable des ventes d'un chantier naval de Boston, GTX. Sous les ordres de son mentor, Gene McClary, cofondateur de la société et membre de la direction, la firme est devenue l'une des divisions d'un conglomérat coté en bourse.
À force de restructurations destinées à maintenir le cours de l'action, et enrichir ainsi davantage les actionnaires et la hiérarchie du groupe, Bobby et Gene sont licenciés. Si ses stock-options permettent à Gene de garder son train de vie, le niveau de vie du jeune cadre Bobby en prend un coup : le cabriolet allemand puis l'adhésion au club de golf s'en vont un par un, au fil des jours passés en formation à la recherche d'un emploi. Bobby est obligé en définitive de demander l'aide de son beau-frère charpentier, qu'il critiquait pour son manque d’instruction mais qui devient sa planche de salut dans ces années qui suivent la crise des subprimes de 2008 aux États-Unis.
Le film décrit la façon dont chacun de ces hommes réagit, les retombées de ce bouleversement sur eux-mêmes et leur famille, galère de recherche d'emploi mais aussi resserrement des liens familiaux et réévaluation des priorités.

## Fiche technique
- Titre original : The Company Men
- Titre québécois : Des hommes d'affaires
- Réalisation : John Wells
- Scénario : John Wells, Kelly Cronin
- Direction artistique : John R. Jensen
- Décors : David J. Bomba
- Costumes : Donna Casey
- Photographie : Roger Deakins
- Montage : Robert Frazen
- Musique : Aaron Zigman
- Production : Claire Rudnick Polstein, Paula Weinstein et John Wells
- Sociétés de production : The Weinstein Company, Battle Mountain Films, Spring Creek Productions
- Sociétés de distribution : The Weinstein Company (États-Unis), Gaumont Distribution (France)
- Budget : 15 millions USD
- Pays d'origine :  États-Unis,  Royaume-Uni
- Langue originale : anglais
- Format : couleur (DeLuxe) — 35 mm — 1,85:1 — son Dolby Digital / DTS / SDDS
- Genre : drame
- Durée : 104 minutes
- Dates de sortie :
  - États-Unis : 21 janvier 2011
  - France : 30 mars 2011
- Classification :
  - États-Unis : R
  - France : Tous publics (visa d'exploitation no 128502 délivré le 18 février 2011)

 Sauf indication contraire, les informations mentionnées dans cette section peuvent être confirmées par la base de données cinématographiques IMDb,  présente dans la section « Liens externes ».

## Distribution

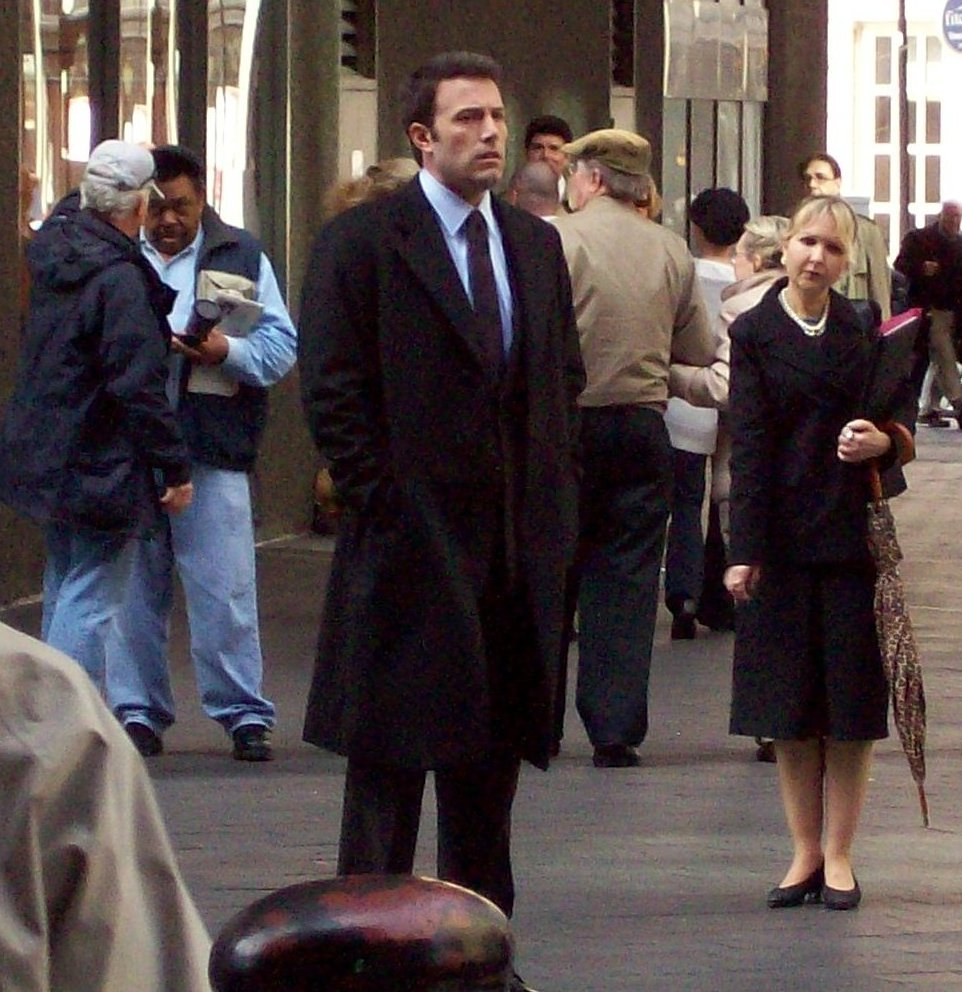
Ben Affleck sur le tournage du film à Boston, en 2009.

- Ben Affleck (VF : Boris Rehlinger ; VQ : Pierre Auger) : Bobby Walker
- Tommy Lee Jones (VF : Yves Rénier ; VQ : Éric Gaudry) : Gene McClary
- Chris Cooper (VF : Patrick Floersheim) : Phil Woodward
- Rosemarie DeWitt (VF : Véronique Soufflet) : Maggie Walker
- Kevin Costner (VF : Bernard Lanneau ; VQ : Marc Bellier) : Jack Dolan
- Maria Bello (VF : Véronique Picciotto) : Sally Wilcox
- Craig T. Nelson (VF : Michel Papineschi) : James Salinger
- Eamonn Walker (VF : Thierry Desroses): VQ : Patrice Dubois Danny
- David De Beck (VF : Luc Boulad) : Hansen
- Nancy Villone : Diane Lindstrom
- Tom Kemp : Conal Doherty
- Dana Eskelson : Diedre Dolan
- Patricia Kalember : Cynthia McClary
- Anthony O'Leary : Drew Walker
- Cady Huffman (VF : Élisabeth Fargeot) : Joanna
- John Doman : Dysart
- Angela Rezza : Carson Walker
- Kent Shocknek : Herb Rittenour
- Tonye Patano : Joyce Robertson
- Kathy Harum : Karen
- Lance Greene : Dick Landry
- Sasha Spielberg : Sarah
- Maryann Plunkett : Lorna

## Production

### Genèse et développement
Il s'agit du premier film réalisé par John Wells, producteur et scénariste de séries télévisées, notamment d'Urgences et À la Maison Blanche.

### Tournage
Le tournage s'est déroulé à Boston en 2009.

## Distinctions

### Récompenses
- AARP Movies for Grownups Awards 2011 : meilleur scénario pour John Wells
- New York Film Critics Online 2010 : meilleur réalisateur débutant pour John Wells

### Nominations
- AARP Movies for Grownups Awards 2011 : meilleur acteur dans un second rôle pour Kevin Costner
- AARP Movies for Grownups Awards 2011 : meilleur réalisateur pour John Wells
- AARP Movies for Grownups Awards 2011 : meilleur film pour adultes
- Alliance of Women Film Journalists 2011 : écart d'âge le plus choquant entre l'homme leader et son "objet d'affection" pour Tommy Lee Jones et Maria Bello
- Chicago Film Critics Association Awards 2010 : réalisateur le plus prometteur pour John Wells
- Dallas-Fort Worth Film Critics Association Awards 2010 : meilleur acteur dans un second rôle pour Chris Cooper
- Gotham Awards 2010 : meilleur percée pour un réalisateur pour John Wells
- Jupiter Awards 2012 : meilleur acteur international pour Ben Affleck
- New York Film Critics Online 2010 : meilleur percée pour un réalisateur pour John Wells
- Online Film & Television Association 2011 : meilleur premier scénario pour John Wells
- Satellite Awards 2010 : meilleur acteur dans un second rôle pour Tommy Lee Jones